# Carpiodes
Carpiodes is een geslacht van straalvinnige vissen uit de familie van de zuigkarpers (Catostomidae).

## Soorten
- Carpiodes carpio (Rafinesque, 1820)
- Carpiodes cyprinus (Lesueur, 1817)
- Carpiodes velifer (Rafinesque, 1820)